# Навзат, Нагам
Нагам Навзат Хасан (араб. نغم نوزات حسن‎) — иракский езидский врач, получившая в 2016 году Международную женскую премию за отвагу.

## Биография
Хасан — езидская активистка, гинеколог, родилась в Башике. В 2014 году после захвата города Синджар Исламским государством местное езидское население было уничтожено, а молодые девушки попали в сексуальное рабство; Хасан организовала медицинскую и психологическую помощь для тех, кто выжил и смог сбежать.
В июне 2014 года она была награждена Серебряной розой за правозащитную деятельность европейской организации SOLIDAR. 29 марта 2016 года она была отмечена Международной женской премией за отвагу за «продвижение гендерного равенства, борьбу с гендерным насилием и оказание помощи». После награждений она продолжила свою работу в Центре выживших женщин в Дахуке.